# Загурник (Малопольське воєводство)
Загурник (пол. Zagórnik) — село в Польщі, у гміні Андрихув Вадовицького повіту Малопольського воєводства.
Населення — 2174 особи (2011).

## Історія
У 1975-1998 роках село належало до Бельського воєводства, підпорядковувалося районній адміністрації у Вадовицях.

## Демографія
Демографічна структура станом на 31 березня 2011 року:
|          | Загалом | Допрацездатний вік | Працездатний вік | Постпрацездатний вік |
| -------- | ------- | ------------------ | ---------------- | -------------------- |
| Чоловіки | 1096    | 267                | 745              | 84                   |
| Жінки    | 1078    | 255                | 612              | 211                  |
| Разом    | 2174    | 522                | 1357             | 295                  |